# Choi choi lưng đen
Choi choi lưng đen (tên khoa học: Charadrius peronii) là một loài chim trong họ Charadriidae.

## Hình ảnh

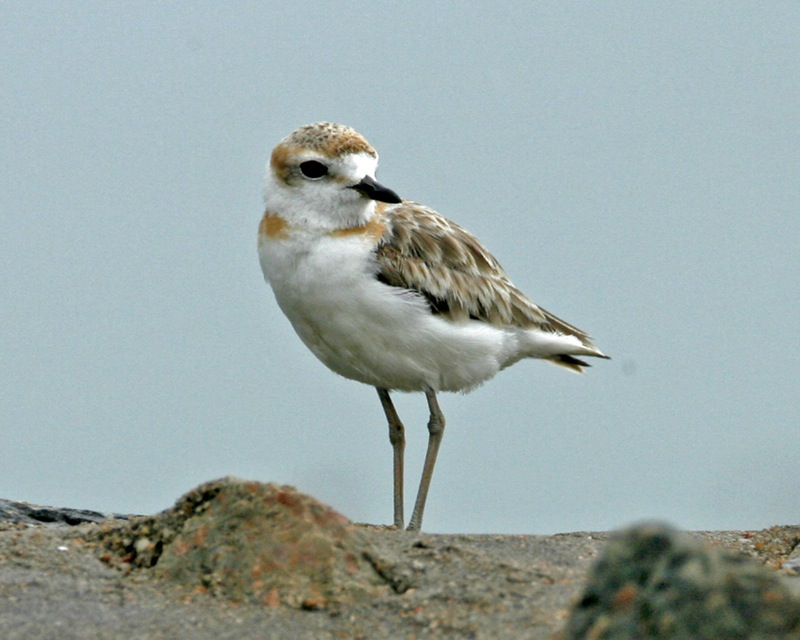
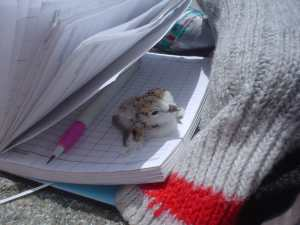
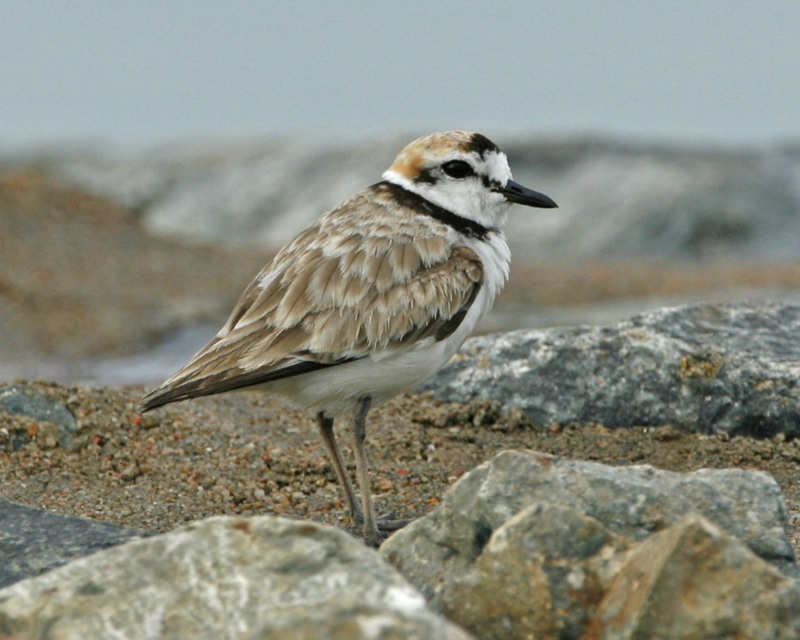